# Julius Thomson
Julius Thomson (14 de junho de 1888 – 16 de julho de 1960) foi um esgrimista alemão, que participou dos Jogos Olímpicos de Verão de 1912 e de 1928.